# P.A. Semi
P.A. Semi (initialement Palo Alto Semiconductor) était dans les années 2000 une entreprise fabless concevant des microprocesseurs. Fondée à Santa Clara en Californie en 2003, elle est rachetée par Apple pour 278 millions de dollars en avril 2008.
La compagnie employait une équipe de 150 ingénieurs incluant des personnes ayant déjà travaillé sur des processeurs tel que les Itanium, les Opteron et les UltraSPARC. 
P.A. Semi fut fondée par Daniel W. Dobberpuhl (B.S. EE 1967 Université de l'Illinois à Urbana-Champaign,). Il fut designer en chef des processeurs DEC Alpha 21064 et StrongARM.

## Le microprocesseur PA6T
Le microprocesseur PA6T est de type RISC et 64 bits. Il consomme peu, moins de 25 watts
Son architecture est de type Power, c'est-à-dire qu'il possède au moins ces registres :
- trente-deux General Purpose Registers (GPRs) 32-bit ou 64-bit pour des opérations sur des nombres entiers ;
- soixante-quatre Vector Scalar registers (VSRs) 128-bit pour des opérations sur des vecteurs ou des nombres à virgule flottante, décomposés en :
  - trente-deux Floating Point Registers (FPRs) 64-bit pour des opérations sur des nombres à virgule flottante ;
  - trente-deux Vector registers (VRs) 128-bit pour des opérations sur des vecteurs ;
- huit Condition register fields (CRs) 4-bit pour des comparaisons et du contrôle de flux ;
- des registres spéciaux : Counter Register (CTR), Link Register (LR), Time Base (TBU, TBL), Alternate Time Base (ATBU, ATBL), Accumulator (ACC), Status registers (XER, FPSCR, VSCR, SPEFSCR).

Ce microprocesseur est le premier de la gamme PWRficient, il commença à être vendu fin 2007.